# Червона калина (песня)
Черво́на кали́на (с укр. — «Красная калина»), по первой строчке — Ой у лу́зі черво́на кали́на… (с укр. — «Ой, на лугу красная калина...») — украинская народная песня авторского происхождения, сочинённая в 1914 году для театральной постановки и после доработки ставшая маршем Украинских сечевых стрельцов — национального формирования в армии Австро-Венгрии. Песня известна в нескольких вариантах.
Песня стала одним из символов Украины после вторжения России в феврале 2022 года. 

## История написания
Первый вариант песни написал известный поэт, директор и режиссёр Украинского театра «Українська Бесіда» Степан Чарнецкий в 1914 году. Осуществив постановку трагедии Василия Пачевского о гетмане Дорошенко «Солнце руины», он был недоволен финальной песней — жалобой Украины «Чи я в лузі не калина була». Для оптимистичного финала Чарнецкий вставил в драму народную украинскую песню «Розлилися круті бережечки». Он несколько переделал в ней слова, чтобы её текст лучше вписывался в содержание спектакля, оставив последний куплет без изменений. Кроме того, Степан Чарнецкий сочинил к песне новую, родственную с народной, мелодию. Михаил Коссак разложил её на инструменты. Спектакль привёл к популяризации песни, особенно её последней строфы «Ой у лузі». От актёров театра песню восприняла украинская молодёжь. В августе 1914 года в Стрые песню «Ой у лузі» впервые услышал командир УСС Григорий Трух от стрелка Иваницкого. Тот воспринял её от артистов львовского театра. Григорий Трух к первой строфе «Ой у лузі» добавил ещё три строфы, которые и составили «Красную калину». Он научил петь песню стрелков своей четы. Вскоре первая стрелецкая песня «Ой у лузі червона калина похилилася» распространилась по Стрыю. А потом «Красную калину» начали петь в Галичине.

## Вторжение России на Украину
После вторжения России на Украину в феврале 2022 года песня стала одним из символов сопротивления Украины. Песню записали многие украинские исполнители, пользователи интернета и социальных сетей часто используют её, чтобы выразить поддержку Украине; в знак солидарности с Украиной песню исполняют певцы из разных стран. Её исполнил записавшийся в территориальную оборону Андрей Хлывнюк — лидер украинской группы «Бумбокс». Песню исполняли и другие артисты, а группа Pink Floyd использовала вокальный фрагмент из выступления Андрея Хлывнюка в композиции Hey, Hey, Rise Up!.
В сентябре 2022 года российские правоохранительные органы в Крыму начали преследовать жителей за публикацию или исполнение песни, а в ноябре из стримингового сервиса «Яндекс Музыка» по требованию Роскомнадзора были удалены версии песни в исполнении украинского народного хора имени Григория Верёвки и Андрея Хлывнюка. В российских государственных СМИ заявляли, что песня якобы является «гимном украинских националистических формирований», при этом по состоянию на октябрь 2022 года официально песня не была запрещена для распространения или воспроизведения.

## Авторство музыки
По свидетельствам Степана Чарнецкого, мелодию подобрал он сам. Музыковеды (Филарет Колесса, Василий Витвицкий) считают её народной. В частности, Василий Витвицкий утверждал, что это мотив песни «Ой зацвела красная калина над колодцем».
Владимир Гордиенко в своем труде «Украинские Сечевые Стрельцы» сообщает, что музыку написал известный композитор, автор многих стрелецких песен Михаил Гайворонский.

## Варианты
| Текст песни | Перевод |
| --- | --- |
| Ой у лузі червона калина похилилася. Чогось наша славна Україна зажурилася. А ми тую червону калину піднімемо, А ми нашу славну Україну, гей, гей, розвеселимо! А ми тую червону калину піднімемо, А ми нашу славну Україну, гей, гей, розвеселимо! Не хилися, червона калино, маєш білий цвіт. Не журися, славна Україно, маєш вільний рід. А ми тую червону калину піднімемо, А ми нашу славну Україну, гей, гей, розвеселимо! А ми тую червону калину піднімемо, А ми нашу славну Україну, гей, гей, розвеселимо! Ой у полі ярої пшениці золотистий лан. Розпочали стрільці січовії з ворогами тан. А ми тую ярую пшеницю ізберемо, А ми нашу славну Україну, гей, гей, розвеселимо! А ми тую ярую пшеницю ізберемо, А ми нашу славну Україну, гей, гей, розвеселимо! Як повіє буйнесенький вітер з широких степів, Та прославить по всій Україні січових стрільців. А ми тую стрілецькую славу збережемо, А ми нашу славну Україну, гей, гей, розвеселимо! А ми тую стрілецькую славу збережемо, А ми нашу славну Україну, гей, гей, розвеселимо! | Ой, на лугу красная калина наклонилась. Чего-то наша славная Украина загрустила. А мы ту красную калину поднимем, А мы нашу славную Украину, эй, эй, развеселим! А мы ту красную калину поднимем, А мы нашу славную Украину, эй, эй, развеселим! Не клонись, красная калина, имеешь белый цвет. Не печалься, славная Украина, у тебя свободный род. А мы ту красную калину поднимем, А мы нашу славную Украину, эй, эй, развеселим! А мы ту красную калину поднимем, А мы нашу славную Украину, эй, эй, развеселим! Ой, в поле яровой пшеницы золотистая нива. Начали стрельцы сечевые с врагами пляс. А мы ту яровую пшеницу соберём, А мы нашу славную Украину, эй, эй, развеселим! А мы ту яровую пшеницу соберём, А мы нашу славную Украину, эй, эй, развеселим! Как подует буйный ветер с широких степей, И прославит по всей Украине сечевых стрельцов. А мы ту стрелецкую славу сохраним, А мы нашу славную Украину, эй, эй, развеселим! А мы ту стрелецкую славу сохраним, А мы нашу славную Украину, эй, эй, развеселим! |

| Текст песни | Перевод |
| --- | --- |
| Ой у лузі червона калина похилилася, Чогось наша славна Україна зажурилася. А ми тую червону калину підіймемо, А ми нашу славну Україну, гей-гей, розвеселимо! А ми тую червону калину підіймемо, А ми нашу славну Україну, гей-гей, розвеселимо! Марширують наші добровольці у кривавий тан, Визволяти братів-українців з московських кайдан. А ми наших братів-українців визволимо, А ми нашу славну Україну, гей-гей, розвеселимо! А ми наших братів-українців визволимо, А ми нашу славну Україну, гей-гей, розвеселимо! Ой у полі ярої пшениці золотистий лан, Розпочали стрільці українські з москалями тан, А ми тую ярую пшеницю ізберемо, А ми нашу славну Україну, гей-гей, розвеселимо! А ми тую ярую пшеницю ізберемо, А ми нашу славну Україну, гей-гей, розвеселимо! Як повіє буйнесенький вітер з широких степів, То прославить по всій Україні січових стрільців. А ми тую стрілецькую славу збережемо, А ми нашу славну Україну, гей-гей, розвеселимо! А ми тую стрілецькую славу збережемо, А ми нашу славну Україну, гей-гей, розвеселимо! | Ой, на лугу красная калина наклонилась, Чего-то наша славная Украина загрустила. А мы ту красную калину поднимем, А мы нашу славную Украину, эй-эй, развеселим! А мы ту красную калину поднимем, А мы нашу славную Украину, эй-эй, развеселим! Маршируют наши добровольцы в кровавый пляс, Освобождать братьев-украинцев из московских цепей. А мы наших братьев-украинцев освободим, А мы нашу славную Украину, эй-эй, развеселим! А мы наших братьев-украинцев освободим, А мы нашу славную Украину, эй-эй, развеселим! Ой, в поле яровой пшеницы золотистая нива, Начали стрельцы украинские с москалями пляс, А мы ту яровую пшеницу соберём, А мы нашу славную Украину, эй-эй, развеселим! А мы ту яровую пшеницу соберём, А мы нашу славную Украину, эй-эй, развеселим! Как подует буйный ветер с широких степей, То прославит по всей Украине сечевых стрельцов. А мы ту стрелецкую славу сохраним, А мы нашу славную Украину, эй-эй, развеселим! А мы ту стрелецкую славу сохраним, А мы нашу славную Украину, эй-эй, развеселим! |

## Исполнения
Песню исполняли много певцов и музыкальных коллективов Украины. Среди них:
- Национальная заслуженная капелла бандуристов Украины им. Г. И. Майбороды;
- Львовский муниципальный хор «Гомон»;
- Группа «Вертеп» — в альбоме «Песенник» (2010);
- Александр Малинин — в альбоме «Червона калина» (2004);
- Национальный заслуженный академический народный хор Украины им. Верёвки.
- Широко распространено мнение, что в фильме «В бой идут одни старики» главный герой фильма капитан Титаренко (Леонид Быков) в качестве примера старой украинской народной песни поёт первую строку («Ой у лузі лузі червона калина») из марша Украинских сечевых стрельцов[13]. При этом мелодия существенно отличается, так как в фильме исполняется первая строка старинной песни черноморских казаков «Ой у лузі червона калина», текст и ноты которой были опубликованы в 1896—1898 годах известным собирателем кубанского фольклора А. Д. Бигдаем в I томе сборника «Песни кубанских казаков»[14].
- В 2022 году британская группа Pink Floyd записала песню «Hey Hey Rise Up» совместно с украинским музыкантом Андреем Хлывнюком, исполнившим вокальную партию.
- В марте 2022 года немецкая певица Marlaine Maas исполнила песню на украинском, немецком, английском и французском языках.
- 12 апреля 2022 года украинские певицы Тина Кароль, Юлия Санина (The Hardkiss), Екатерина Павленко (Go A) и Надежда Дорофеева, совместно исполнили песню «Червона калина» во время перерыва благотворительного футбольного матча «Match For Peace» в поддержку Украины между киевским «Динамо» и варшавской «Легией»[15].
- 20 апреля 2022 года заслуженная артистка Республики Казахстан Айгуль Улкенбаева исполнила песню на казахском народном инструменте домбра[16].